# Neuenhof AG
| AG ist das Kürzel für den Kanton Aargau in der Schweiz. Es wird verwendet, um Verwechslungen mit anderen Einträgen des Namens Neuenhof zu vermeiden. |

Neuenhof (schweizerdeutsch: ˌnœi̯əˈhoːf) ist eine Einwohnergemeinde im Schweizer Kanton Aargau. Sie gehört zum Bezirk Baden und liegt im mittleren Limmattal, rund drei Kilometer südöstlich des Bezirkshauptorts Baden.

## Geographie

Luftbild (1957)

Das Dorf liegt auf einer lang gezogenen Ebene zwischen dem linken Ufer der Limmat und dem steilen Ostabhang des Heitersbergs, einem Hügelzug zwischen dem Limmattal und dem Reusstal. Die grösstenteils bewaldete Heitersberg-Kette ragt steil auf und besteht auf dem Gemeindegebiet aus mehreren aneinandergereihten Hügeln. Von Nordwesten nach Südosten sind dies der Oberhau (617 m ü. M.), der Hinterhau (628 m ü. M.), der Rüslerhau (649 m ü. M.) und der Sennenberg (701 m ü. M.). Das Gelände um den Rüslerhau ist eine Rodungsinsel mit dem kleinen Weiler Rüsler (634 m ü. M.) und dem gleichnamigen Passübergang. In einer Flussschlaufe in der nordwestlichen Ecke des Gemeindegebiets, gegenüber dem Kloster Wettingen, liegt das moderne Quartier Webermühle, das durch die Autobahn, eine Hauptstrasse und dem mäandrierenden Fluss vom restlichen Dorf getrennt ist.
Die Fläche des Gemeindegebiets beträgt 538 Hektaren, davon sind 267 Hektaren bewaldet und 151 Hektaren überbaut. Der höchste Punkt befindet sich auf 701 Metern auf dem Sennenberg, der tiefste auf 360 Metern an der Limmat. Nachbargemeinden sind Wettingen im Norden, Würenlos im Nordosten, Killwangen im Südosten, Oberrohrdorf im Südwesten, Fislisbach im Westen und Baden im Nordwesten.

## Geschichte
1975 gruben Archäologen im Oberdorf Reste eines römischen Gutshofes aus. Verschiedene Funde von Münzen, Ziegelstempeln und Keramik deuten darauf hin, dass das Gebäude vom späteren 1. bis zum mittleren 3. Jahrhundert bewohnt war. Die weitere Geschichte bis ins Mittelalter ist wenig erforscht. Im 13. Jahrhundert entstand der «neue Hof», ein Selbstversorgungsbetrieb des Klosters Wettingen auf der anderen Seite der Limmat. Die Mönche bewirtschafteten den Hof zunächst selbst, verpachteten ihn aber später an Leibeigene, die eine kleine Siedlung errichteten. Die Erwähnung dieses Hofes im Lehnsbrief vom 13. Oktober 1393, der vom österreichischen Landvogt Engelhart, Herr zu Winsperg in Baden ausgestellt wurde, ist zugleich die älteste erhaltene urkundliche Erwähnung von Neuenhof (damals noch als Nuiwen Hof).
Im Mittelalter lag die Landesherrschaft bei den Habsburgern. 1415 eroberten die Eidgenossen den Aargau. Neuenhof war nun Teil des Amtes Wettingen in der Grafschaft Baden, einer gemeinen Herrschaft. Das Dorf blieb weitgehend vom Kloster abhängig. Diese enge Bindung verhinderte die Entstehung anderer Berufszweige. Im 16. Jahrhundert war Neuenhof ein reines Bauerndorf mit bloss einem Dutzend Häusern. Im März 1798 nahmen die Franzosen die Schweiz ein und riefen die Helvetische Republik aus. Neuenhof war zunächst eine Gemeinde im kurzlebigen Kanton Baden, seit 1803 gehört sie zum Kanton Aargau.
Am 9. August 1847 eröffnete die Schweizerische Nordbahn die erste Eisenbahnlinie der Schweiz zwischen Zürich und Baden. Obwohl die Strecke durch die Gemeinde führte, erhielt sie erst im Mai 1990 einen eigenen Bahnhof. Neuenhof wandelte sich allmählich von einem Bauern- zu einem Industriedorf. Es entstanden zahlreiche Fabriken, welche die Wasserkraft der Limmat nutzten, darunter die Weberei Damsau und die Webermühle. Ab 1950 setzte ein rasanter Aufschwung ein, als Neuenhof immer mehr in den Sog der schnell wachsenden Agglomeration Zürich geriet. Innerhalb von nur zwanzig Jahren stieg die Einwohnerzahl um fast das Vierfache. Die 1971 eröffnete Autobahn war Fluch und Segen zugleich. Zwar ermöglichte sie eine ausgezeichnete Verkehrsanbindung, doch die Fahrbahn schnitt das Dorf entzwei, und der stetig zunehmende Verkehr führte zu massiver Lärmbelastung. Diese Fehlplanung konnte mit einer im Mai 2003 eröffneten Überdeckung korrigiert werden.
Die Gemeinde Neuenhof und die Nachbarstadt Baden strebten eine Fusion auf den 1. Januar 2012 an. Am 30. März 2010 stimmten sowohl die Gemeindeversammlung von Neuenhof als auch der Einwohnerrat von Baden dem Fusionsprojekt zu. Das Vorhaben scheiterte jedoch in der Volksabstimmung vom 13. Juni 2010 an der ablehnenden Haltung der Stimmbürger Badens. Durch eine Fusion wäre Baden zur grössten Gemeinde des Kantons aufgestiegen. Als Gründe für die Fusion waren seitens Neuenhof fehlende Entwicklungsperspektiven und finanzielle Schwierigkeiten bei einem Alleingang genannt worden.

## Wappen

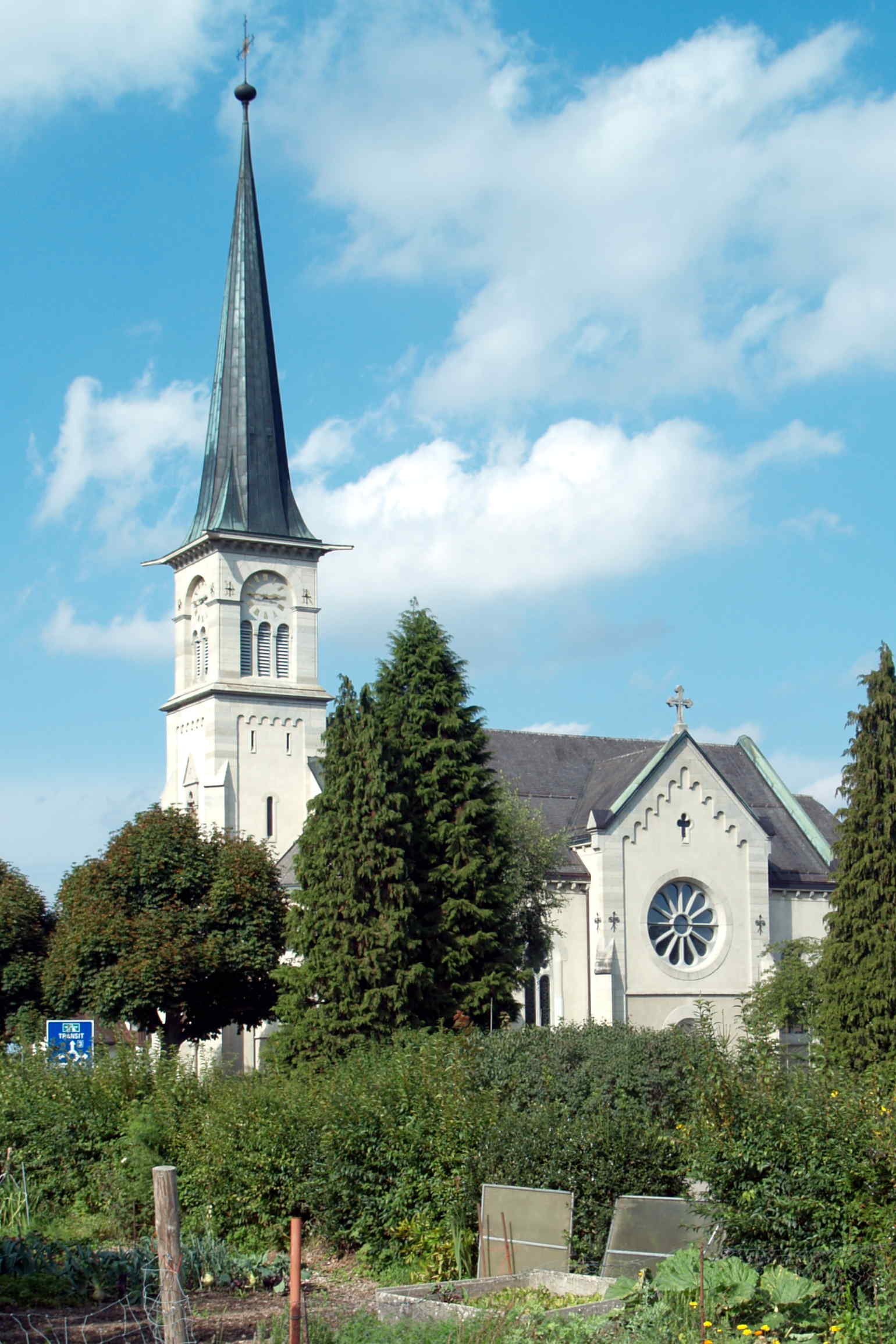
Katholische Kirche von Neuenhof

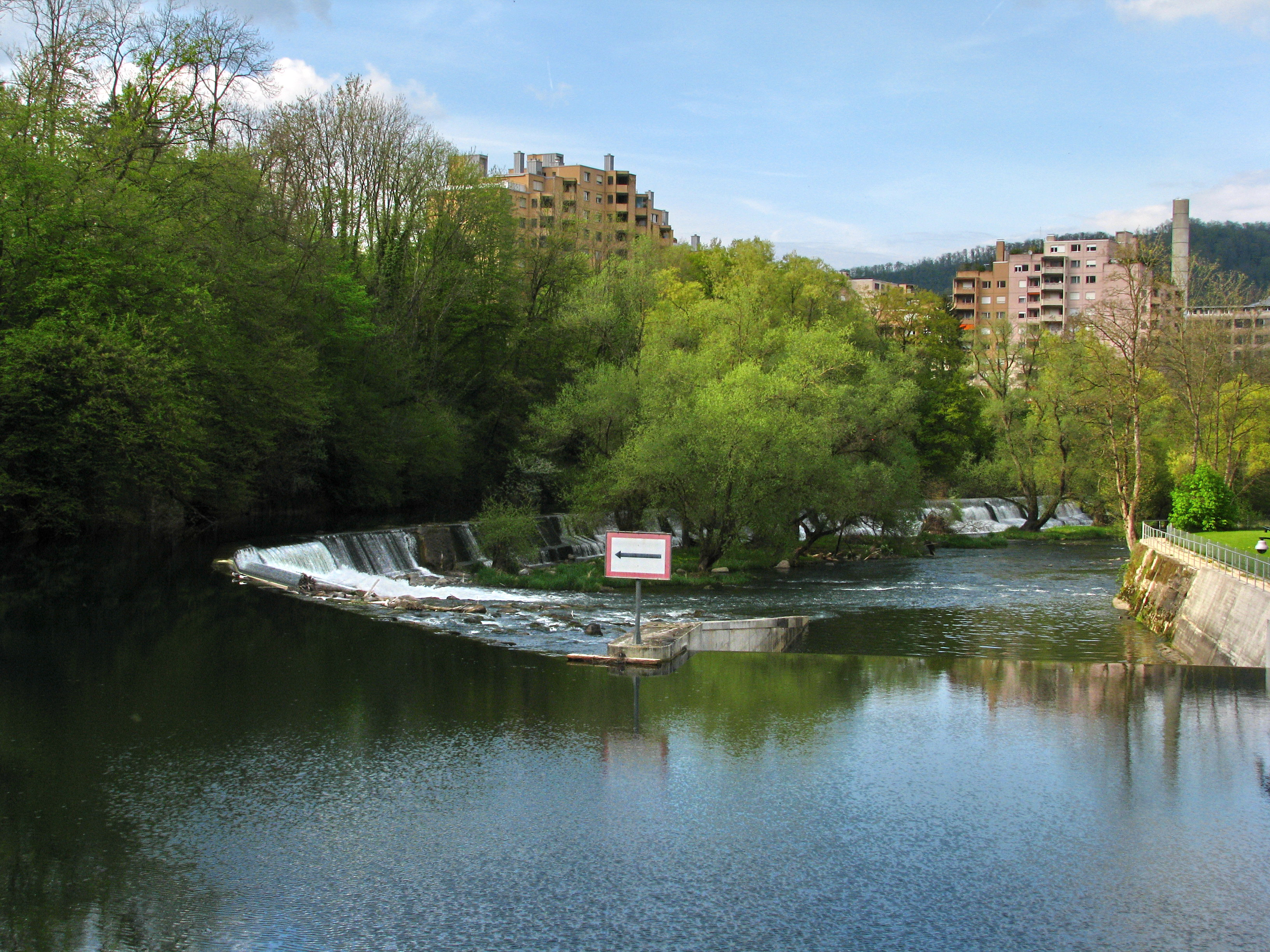
Die Limmat bei der Überbauung Webermühle

Die Blasonierung des Gemeindewappens lautet: «Geteilt von Gelb und Rot, belegt von zwei fünfstrahligen Sternen in gewechselten Tinkturen.» Auf der Karte des Kantons Zürich von 1667 war ein blau-rot geteiltes Wappen mit zwei gelben Sternen abgebildet. Die blaue Farbe ersetzte man 1953 durch Gelb.

## Sehenswürdigkeiten
- Die neuromanische katholische Pfarrkirche St. Joseph wurde 1890 geweiht und 1976 und 2002 renoviert[11][12]
- Seit 1991 gibt es den Kulturweg Limmat; dieser führt unter anderem über
- die 1818 erbaute Holzbrücke Wettingen-Neuenhof
- Gwaggelibrugg

## Bevölkerung
Die Einwohnerzahlen entwickelten sich wie folgt:
| Jahr      | 1780 | 1850 | 1900 | 1930 | 1950 | 1960 | 1970 | 1980 | 1990 | 2000 | 2010 | 2020 |
| Einwohner | 179  | 394  | 872  | 1275 | 1986 | 4433 | 7164 | 7203 | 7707 | 7613 | 8178 | 8954 |

Am 31. Dezember 2023 lebten 9087 Einwohner in Neuenhof, der Ausländeranteil ist mit 52 % mehr als doppelt so hoch als der kantonale Durchschnitt. Bei der Volkszählung 2015 bezeichneten sich 36,7 % als römisch-katholisch und 11,6 % als reformiert; 51,7 % waren konfessionslos oder gehörten anderen Glaubensrichtungen an. 73,8 % gaben bei der Volkszählung 2000 Deutsch als ihre Hauptsprache an, 8,7 % Italienisch, 5,5 % Serbokroatisch, 2,0 % Türkisch, 1,9 % Albanisch, 1,3 % Spanisch, 0,9 % Französisch und 0,7 % Englisch.

## Politik und Recht
Die Versammlung der Stimmberechtigten, die Gemeindeversammlung, übt die Legislativgewalt aus. Ausführende Behörde ist der fünfköpfige Gemeinderat. Er wird im Majorzverfahren vom Volk gewählt, seine Amtsdauer beträgt vier Jahre. Der Gemeinderat führt und repräsentiert die Gemeinde. Dazu vollzieht er die Beschlüsse der Gemeindeversammlung und die Aufgaben, die ihm vom Kanton zugeteilt wurden. Für Rechtsstreitigkeiten ist in erster Instanz das Bezirksgericht Baden zuständig. Neuenhof gehört zum Friedensrichterkreis IV (Wettingen).
Neuenhof führte 1966 den Einwohnerrat ein, schaffte diesen aber 1997 wieder ab und kehrte zur «ordentlichen Gemeindeorganisation» mit Gemeindeversammlung zurück.
Seit 1984 ist Holzgerlingen im Landkreis Böblingen Partnerstadt von Neuenhof.

## Wirtschaft
In Neuenhof gibt es gemäss der im Jahr 2015 erhobenen Statistik der Unternehmensstruktur (STATENT) rund 2450 Arbeitsplätze, davon 1 % in der Landwirtschaft, 25 % in der Industrie und 74 % im Dienstleistungsbereich. Die meisten der in Neuenhof wohnenden Erwerbstätigen sind Wegpendler. Diese arbeiten in der Agglomeration Baden, in Spreitenbach und weiteren Limmattalgemeinden oder in der Stadt Zürich.

## Verkehr
Mitten durch das Dorf verläuft die vielbefahrene Hauptstrasse 3 zwischen Baden und Zürich. Sie kreuzt sich am nördlichen Dorfrand mit der Autobahn A1, dort befindet sich auch eine Anschlussstelle. Die 1990 eröffnete Bahnstation wird halbstündlich durch eine Linie der S-Bahn Zürich bedient. Um 00:17 Verkehrt der RE12 nach Zürich. 

### Regionalverkehr
- S 12 Brugg – Altstetten – Zürich HB – Stettbach – Winterthur – Schaffhausen/Wil
- 12 Olten – Brugg AG – Wettingen (– Zürich HB)

An Wochenenden verkehrt eine Nacht-S-Bahn von Aarau bis Winterthur.
- SN1 Aarau – Wildegg – Brugg – Dietikon – Zürich HB – Stettbach – Winterthur

### Nahverkehr
Neuenhof wird auch von drei Buslinien der RVBW erschlossen; während der Stosszeit fährt alle fünf bis zehn Minuten ein Bus. Ein Nachtbus in den Nächten Fr/Sa sowie Sa/So verkehrt zwischen Baden und Dietikon.
- 2 Untersiggenthal - Obersiggenthal - Nussbaumen - Ennetbaden - Baden Bahnhof Ost –  Neuenhof Webermühle – Killwangen Bahnhof – Shoppi Tivoli - (IKEA)
- 4 Baden Ruschebach  Baden Bahnhof Ost – Wettingen Bahnhof – Neuenhof Posthorn - Killwangen Bahnhof – Shoppi Tivoli - (IKEA)
- 8 Wettingen Busgarage – Wettingen Kloster – Neuenhof Kirchfeld
- N33 Baden Bhf Ost – Neuenhof Webermühle – Bahnhof Killwangen-Spreitenbach – Dietikon Bhf

## Bildung
In Neuenhof besteht die Möglichkeit die Primarschule, die Realschule und die Sekundarschule zu absolvieren. Die Bezirksschule kann in Wettingen oder Baden besucht werden. Die nächstgelegenen Gymnasien sind die Kantonsschule Baden und die Kantonsschule Wettingen.

## Persönlichkeiten
- Mladen Petrić (* 1981), Fussballspieler
- Boris Smiljanić (* 1976), Fussballspieler
- Lisbeth Sachs (1914–2002), Architektin